# Pallenopsis bicuspidata
Pallenopsis bicuspidata är en havsspindelart som beskrevs av Stock, J.H. 1968. Pallenopsis bicuspidata ingår i släktet Pallenopsis och familjen Phoxichilidiidae. Inga underarter finns listade i Catalogue of Life.